# Флойд (округ, Айова)
Флойд (англ. Floyd County) — округ в США, штате Айова. На 2000 год численность населения составляла 16 900 человек. По оценке бюро переписи населения США в 2009 году население округа составляло 15 910 человек. Окружным центром является город Чарльз-Сити.

## История

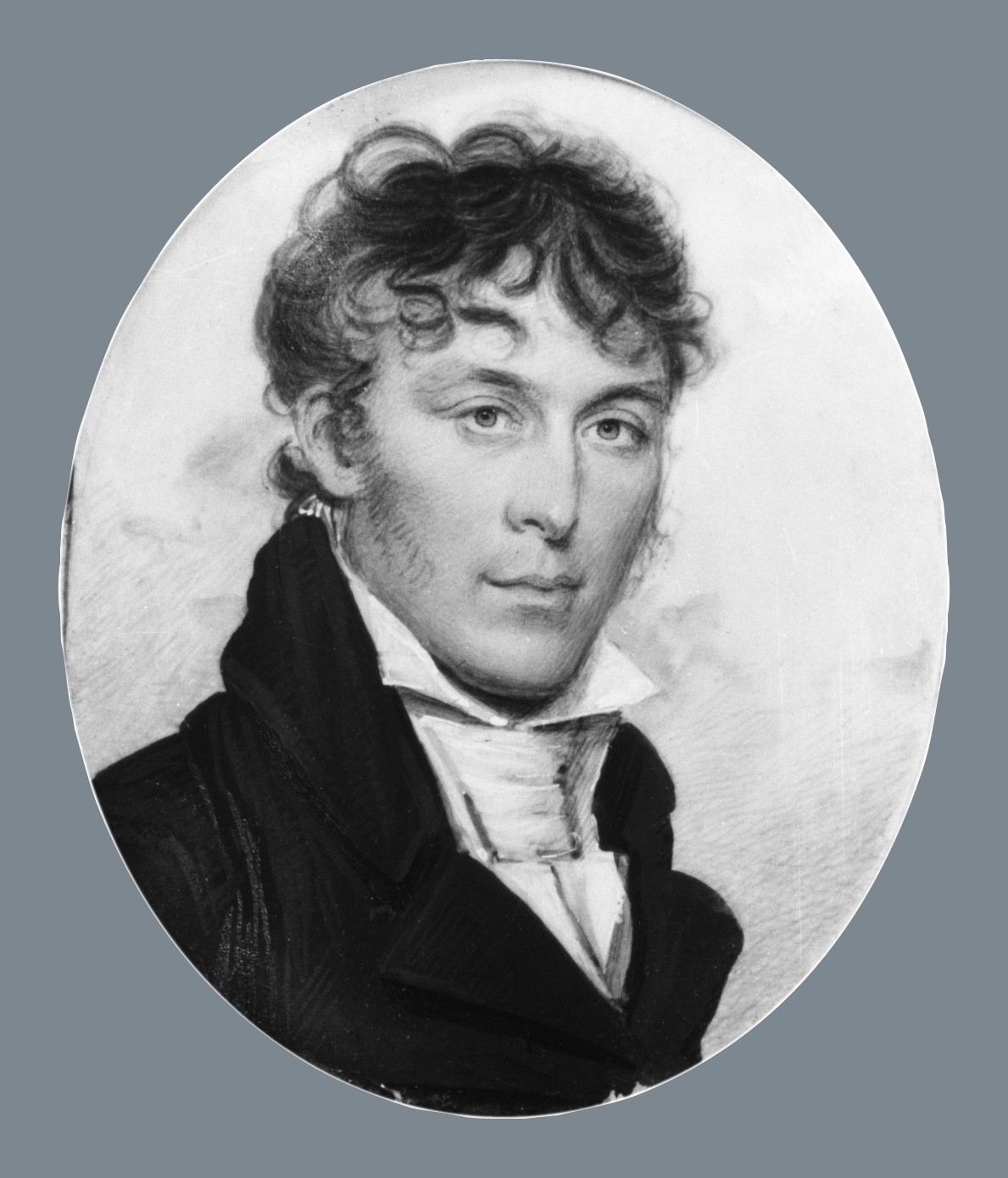
Флойд, Чарльз (1782–1804)

Округ Флойд был сформирован 15 января 1851 года и назван в честь участника знаменитой экспедиции Льюиса и Кларка сержанта Чарльза Флойда. Столицу же округа — город Чарльз-Сити Джозеф Келли (англ. Joseph Kelly), первый известный европейско-американский поселенец в этом районе, назвал в честь другого Чарльза — своего сына, но возможно созвучное название и повлияло в пользу города при выборе столицы.

## География
По данными Бюро переписи населения США общая площадь округа Флойд составляет 1296 км².

### Основные шоссе
- Шоссе 18
- Шоссе 218
- Автострада 14
- Автострада 27

### Соседние округа
- Митчелл  (север)
- Чикасо  (восток)
- Батлер  (юг)
- Серро-Гордо  (запад)
- Говард  (северо-восток)
- Бремер  (юго-восток)
- Франклин  (юго-запад)

## Демография
По данным переписи населения 2000 года в округе проживало 16 900 жителей. Среди них 24,1 % составляли дети до 18 лет, 19,2 % люди возрастом более 65 лет. 51,1 % населения составляли женщины.
Национальный состав был следующим: 97,0 % белых, 1,0 % афроамериканцев, 0,2 % представителей коренных народов, 1,0 % азиатов, 2,3 % латиноамериканцев. 0,8 % населения являлись представителями двух или более рас.
Средний доход на душу населения в округе составлял $17091. 12,0 % населения имело доход ниже прожиточного минимума. Средний доход на домохозяйство составлял $43 393.
Также 85,9 % взрослого населения имело законченное среднее образование, а 14,8 % имело высшее образование.